# Friedrich Krause (Ingenieur)
Friedrich Krause (* 31. Oktober 1938 in Pößneck, Thüringen) ist ein deutscher Ingenieur und Hochschullehrer.

## Leben
1962 beendete Krause sein Studium des Maschinenbaus und wurde wissenschaftlicher Mitarbeiter an der Technischen Hochschule Magdeburg.
1969 promovierte er an der Fakultät für Technische Wissenschaften, Magdeburg, mit einer Arbeit zum Thema „Entleerungsvorgang zellenloser Schaufelräder“.
Danach wurde er wissenschaftlicher Oberassistent im Bereich Fördertechnik.
1972 erhielt er die Lehrbefähigung für das Fachgebiet Fördergeräte.
Es folgte ein  einjähriger Forschungs- und Lehraufenthalt an der Staatlichen Technischen Universität Moskau.
Von 1979 bis 1982 arbeitete Krause als Forschungs- und Entwicklungsingenieur im Forschungsinstitut der TAKRAF in Leipzig.
In dieser Zeit entwickelte er Berechnungsvorschriften für Gurtförderer.
Nach den Jahren bei TAKRAF kehrte Krause als Oberassistent nach Magdeburg zurück.
Hier führten seine Forschungsarbeiten zur Entwicklung eines speziellen Schlauchgurt-Senkrechtförderers.
1983 habilitierte Krause sich mit einer Arbeit zum Thema „Zur mechanischen Senkrechtförderung von Schüttgütern“.
Ab 1984 war er Dozent im  Fachgebiet „Fördergeräte“, ab 1989 außerordentlicher Professor und ab 1994 ordentlicher Professor für Fördertechnik.
2003 ging Krause in den Ruhestand.
Seitdem ist er weiterhin als Betreuer von Promotionen, Gutachter und Berater tätig und nimmt an Fachtagungen aktiv teil.

## Forschungsgebiete
Krause beschäftigte sich besonders auf dem Gebiet der Fördertechnik mit der Interaktion von Schüttgut und mechanischen Komponenten von Stetigföderern.
Dabei untersuchte er die Tragrollenbelastung von Gurtförderern und erforschte den Walkwiderstand.
Er modellierte das Entleerungsverhalten von Becherwerken.
Er untersuchte die Wirkprinzipe von Steigförderern für Schüttgüter und trug zu deren Weiterentwicklung bei.
Außerdem beschäftigte er sich mit der Siedlungsabfallwirtschaft.
Krause schuf anwendungsbezogene Berechnungsmodelle und ingenieurmäßige Bemessungs- und -analysemethoden.
Dabei benutzte er auch die Diskrete-Elemente-Methode (DEM) für die Dimensionierung von Stetigförderern.

## Auszeichnungen und Ehrungen
Für seine Leistungen wurde Krause mit der Ehrendoktorwürde der Universitäten Charkiw und Odessa ausgezeichnet.

## Ämter und Mitgliedschaften
Von 1990 bis 1993 und von 1997 bis 2001 war Krause Leiter des  Instituts für Förder- und Baumaschinentechnik, Stahlbau, Logistik (seit 2006:  Institut für Logistik und Materialflusstechnik, ILM) an der TU Magdeburg.
Er war Sprecher des Deutschen Hochschullehrerverbandes und Gründungsmitglied der Wissenschaftlichen Gesellschaft für Technische Logistik.
Außerdem engagiert er sich im Professorenkollegium Emeritio, das sich der allgemeinverständlichen Wissensweitergabe an breite Bevölkerungsschichten widmet.

## Schriften (Auswahl)
- Von innovativer Krantechnik bis virtual reality, Begleitband zur Kranfachtagung am 18. April 2008 in Magdeburg, LOGiSCH, 2008, ISBN 9783930385676
- Von der Automatisierung bis zur Zertifizierung, Begleitband zur Kranfachtagung am 3. Juni 2005 in Magdeburg, Logisch GmbH, 2005, ISBN 9783930385539
- Kranautomatisierung, Komponenten, Sicherheit im Einsatz, Begleitband zur Kranfachtagung am 7. Juni 2002 in Magdeburg, Logisch GmbH, 2002, ISBN 9783930385379
- Kranautomatisierung Einfluß auf Antriebe, Komponenten und Einsatzfelder, Begleitband zur Fachtagung am 7. Mai 1999 in Magdeburg, LOGiSCH, 1999, ISBN 9783930385225
- Komplexe Entsorgungsgebiete eine Gemeinschaftsveranstaltung von: Sachsen-Anhalt, Ministerium für Raumordnung, Landwirtschaft und Umwelt; IFSL, Otto-von-Guericke-Universität Magdeburg, Institut für Förder- und Baumaschinentechnik, Stahlbau, Logistik, Begleitband zur gleichnamigen Fachtagung am 17. und 18. Juni 1997 im Upstalsboom-Hotel Ratswaage Magdeburg, LOGiSCH, 1997, ISBN 9783930385119
- Seminar Siedlungsabfallwirtschaft, Begleitband zur Fachtagung vom 17.–19. Juni in Magdeburg, LOGISCH-GmbH, 1996, ISBN 9783930385072
- Zur mechanischen Senkrechtförderung von Schüttgütern, Magdeburg, Techn. Hochsch., Diss. B, 1983, OCLC 722665064
- Schüttgutströmungsmechanik an Gutübergabestellen von Gurtförderern Forschungsbericht zusammen mit Rudolf Hentschel, Magdeburg Techn. Hochschule, 1979, OCLC 255697203

### Als Herausgeber zusammen mit anderen
- André Katterfeld (Herausgeber), Friedrich Krause (Herausgeber), Dagmar Pfeiffer (Herausgeber), Klaus Richter (Herausgeber): KRAN 4.0: Potenziale der Digitalisierung: 28. Internationale Kranfachtagung, LOGiSCH, 2020, ISBN 978-3947068081
- André Katterfeld (Herausgeber), Klaus Richter (Herausgeber), Friedrich Krause (Herausgeber), Dagmar Pfeiffer (Herausgeber), Arnhild Gerecke (Herausgeber): 25. Internationale Kranfachtagung Magdeburg: 25 Jahre Faszination Krantechnik, LOGiSCH, 2017, ISBN 978-3930385980
- André Katterfeld (Herausgeber), Friedrich Krause (Herausgeber), Willibald A. Günthner (Herausgeber), Johannes Fottner (Herausgeber), Dagmar Pfeiffer (Herausgeber): Schüttgutfördertechnik (Markt-)Platz für Innovationen: 22 Fachtagung Schüttgutfördertechnik, LOGiSCH, 2017, ISBN 978-3947068005
- Willibald Günthner (Herausgeber), Andé Katterfeld (Herausgeber), Friedrich Krause (Herausgeber), Dagmar Pfeiffer (Herausgeber): 20. Fachtagung Schüttgutfördertechnik: Schüttguthandling im Zeitalter von Industrie 4.0, LOGiSCH, 2015, ISBN 978-3930385904
- Friedrich Krause (Herausgeber), Peter Horn (Herausgeber), Willibald Günthner (Herausgeber): Fachtagung Schüttgutfördertechnik (10.): Neue Trends in der Anlagenentwicklung, LOGiSCH, 2005, ISBN 978-3930385577